# اگوا فریا (نیومکزیکو)
اگوا فریا(به انگلیسی: Agua Fria) شهری در ایالت نیومکزیکو کشور ایالات متحده آمریکا است که جمعیت آن در سرشماری سال ۲۰۱۰ میلادی، ۲٬۸۰۰ نفر بوده‌است.

## خصوصیات
اگوا فریا ۵٫۲ کیلومترمربع مساحت و ۲٬۰۵۱ نفر جمعیت دارد و ۲٬۰۰۰ متر بالاتر از سطح دریا واقع شده‌است.